# Politique en Islande
La politique en Islande donne le détail du mode d'administration de l'Islande. L'Islande a un système multipartiste, avec de nombreux partis qui ont souvent peu de chance d'arriver au pouvoir seul et doivent ainsi former des gouvernements de coalition.
Le Parti de l’indépendance et le Parti du progrès, tous deux situés à droite, ont exercé le pouvoir sans discontinuer de 1926 à 2009.

## Pouvoir exécutif
En théorie, le pouvoir exécutif appartient au président de la République, élu au suffrage universel au scrutin majoritaire uninominal à un tour pour un mandat de 4 ans renouvelable. Il dispose d'un pouvoir important : nomination et révocation de membres du gouvernement, négociation des traités, promulgation des lois votées par l'Althing et droit de véto sur celles-ci. En pratique cependant, il est entre les mains du Premier ministre et de son gouvernement, responsable devant l'Althing.

## Pouvoir législatif
Le pouvoir législatif appartient à l'Althing, chambre unique du Parlement islandais, composé de 63 membres élus pour 4 ans au scrutin de liste à la représentation proportionnelle au scrutin direct. Il contrôle l'action gouvernementale et peut engager une procédure de destitution à l'encontre du président par le biais d'un référendum. Il peut être dissous par le président.
Les 63 membres du parlement sont élus tous les quatre ans au suffrage universel selon le système de la répartition proportionnelle. Le pays est divisé en six circonscriptions. Avant la réforme constitutionnelle de 1991, le Parlement islandais était organisé en deux chambres après les élections, sur le modèle du Storting, le Parlement norvégien.

## Pouvoir judiciaire
Le pouvoir judiciaire est exercé par les tribunaux indépendants.

## Analyse
Les universitaires Silla Sigurgeirsdóttir et Robert Wade écrivent en 2012 qu'« à l’inverse du modèle social-démocrate qui prévaut dans les autres pays nordiques, l’État islandais a depuis longtemps aboli les frontières entre l’exécutif, le législatif et le judiciaire. Il est ainsi commun pour ceux des ministres qui ont la haute main sur les affaires d’offrir des positions dans l’appareil d’État, de favoriser les monopoles privés ou encore de disposer à leur guise des ressources publiques. Les proches, clients et financiers des dirigeants politiques sont les premiers bénéficiaires de ce système de prébendes généralisé. »